# Amir Ansari
Amir Ansari, né le 26 août 1999, est un coureur cycliste afghan.

## Biographie
Amir Ansari est né en Iran, dans un camp de réfugiés afghans. Il grandit en Afghanistan avant de trouver refuge en 2015 en Suède.
Membre du Stockholm Cycling Club, il est autorisé à participer aux championnats de Suède. En 2023, il remporte la 4e étape du Svanesunds 3-dagars, une épreuve du calendrier national suédois. Il est alors convié à participer, sous les couleurs des réfugiés, au contre-la-montre du championnat du monde, ainsi qu'au relais mixte avec le centre mondial du cyclisme.
En 2024, il est sélectionné pour participer aux Jeux Olympiques de Paris 2024 avec l'équipe des réfugiés,. Il participe ainsi au contre-la-montre qu'il termine à la 30e place, à un peu plus de 4 minutes de Remco Evenepoel, champion olympique. 
En septembre, il participe à 3 courses (contre-la-montre, relais mixte et courses en ligne) des championnats du monde, toujours avec l'équipe des réfugiés

## Palmarès sur route

### Classements mondiaux
| Année                                 | 2024  |
| ------------------------------------- | ----- |
| Classement mondial                    | 2312e |
|                                       |       |
| Légende : nc = non classéSource : UCI |       |